# The Sword
O The Sword é uma banda de stoner rock/heavy metal de Austin, Texas. Desde o seu início a banda foi composta pelo vocalista e guitarrista John D. Cronise, guitarrista Kyle Shutt e o baixista Bryan Richie, e atualmente em turnê inclui baterista Fender Kevin após a saída de Trivett Wingo, em novembro de 2010. Assinou contrato com o selo independente Kemado Records. O grupo lançou o álbum de estréia Age of Winters em 2006, que foi em grande parte escrito por Cronise antes da formação da banda.

## Biografia
A banda foi formada em 2003 por "J.D. Cronise". Seu primeiro álbum, Age Of Winters, foi lançado em 2006 pela Kemado Records. Eles também contribuíram com a faixa "Under the Boughs" para a compilação Invader, lançado pela gravadora da banda. Suas letras tratam da mitologia nórdica, comum entre o gênero do heavy metal.

## Integrantes
- J.D. Cronise - vocal & guitarra
- Kyle Shutt - guitarra
- Bryan Richie - baixo
- Trivett Wingo - bateria

## Discografia
- Age of Winters (2006)
- Gods of the Earth (2008)
- Warp Riders (2010)
- Apocryphon (2012)
- High Country (2015)
- Low Country (2016)
- Used Future (2018)